# Szemplino Czarne
Szemplino Czarne [pronunciación en polaco: /ʂɛmˈplinɔ ˈt͡ʂarnɛ/] es un pueblo ubicado en el distrito administrativo de Gmina Janowo, dentro del Condado de Nidzica, Voivodato de Varmia y Masuria, en Polonia del norte. Se encuentra aproximadamente a 19 kilómetros al sureste de Nidzica y a 59 kilómetros al sur de la capital regional Olsztyn.
El pueblo tiene una población de 50 habitantes.